# Île-aux-Marins
Île-aux-Marins (tj. „Otok mornara”; prije poznat kao Île-aux-Chiens, tj. „Otok pasa”) je mali otok u Atlantiku koji spada pod francusko otočje Sveti Petar i Mikelon. Otok se nalazi nekoliko stotina metara od luke na Svetom Petru.
Otok je dugačak 1500 metara i širok između 100 i 400 metara. Najviša točka otoka je rt Beaudry koji je visok 35 metara. Danas je upravno Île-aux-Marins dio općine Saint-Pierre, ali prije 1945. bio je posebna općina.
Godine 1920., ime otoka je iz Île-aux-Chiens promijenjeno u Île-aux-Marins.
Otok je od 1965. nenaseljen. Maleno naselje na njemu postojalo je od početka 17. stoljeća. Od 1980-ih su stare zgrade na otoku obnovljene, tako da naselje danas izgleda kao grad dugova. Ovo naselje je nekad imalo i do 600 stanovnika, a stanovništvo se većinom bavilo ribolovom.
|  | Portal Francuske – Pristup člancima s tematikom o Francuskoj. |